# Топожик (Свідвинський повіт)
Топожик (пол. Toporzyk) — село в Польщі, у гміні Полчин-Здруй Свідвинського повіту Західнопоморського воєводства.
Населення — 771 особа (2011).

## Демографія
Демографічна структура станом на 31 березня 2011 року:
|          | Загалом | Допрацездатний вік | Працездатний вік | Постпрацездатний вік |
| -------- | ------- | ------------------ | ---------------- | -------------------- |
| Чоловіки | 397     | 88                 | 282              | 27                   |
| Жінки    | 374     | 73                 | 220              | 81                   |
| Разом    | 771     | 161                | 502              | 108                  |